# Nightingale (Coleridge)

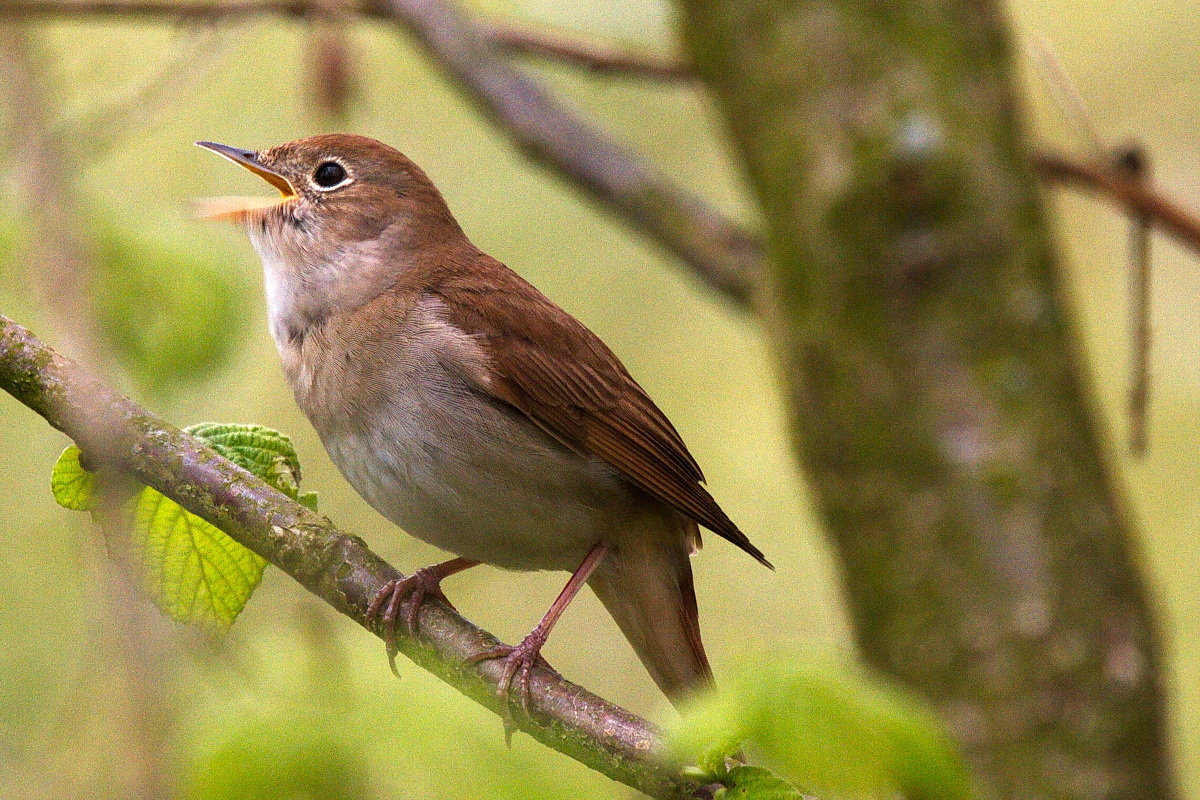
Słowik

Nightingale – wiersz angielskiego poety romantycznego Samuela Taylora Coleridge’a, ogłoszony po raz pierwszy we wspólnym tomie Coleridge’e i Williama Wordswortha Ballady liryczne w 1798. Utwór był początkowo opatrzony podtytułem A Conversation Poem. Jest przykładem romantycznej liryki przyrody. Został napisany wierszem białym (blank verse), czyli nierymowanym pentametr jambiczny, powszechnie wykorzystywanym w literaturze angielskiej. Jako ornamentu bezrymowego toku wiersza poeta użył aliteracji, czyli współbrzmienia początkowego: Most musical, most melancholy; And he beheld the moon, and, hushed at once, Suspends his sobs, and laughs most silently.

No cloud, no relique of the sunken day
Distinguishes the West, no long thin slip
Of sullen light, no obscure trembling hues.
Come, we will rest on this old mossy bridge!
You see the glimmer of the stream beneath,
But hear no murmuring: it flows silently.
O'er its soft bed of verdure. All is still.
A balmy night! and though the stars be dim,
Yet let us think upon the vernal showers
That gladden the green earth, and we shall find
A pleasure in the dimness of the stars.

Na język polski utwór przełożył Zygmunt Kubiak.
Zobacz: Rymy o starym marynarzu (poemat)